# Itay Segev
Itay Segev (in ebraico איתי שגב‎?; Kfar Tavor, 15 giugno 1995) è un cestista israeliano.

## Palmarès

### Club
- Campionato israeliano: 1

Maccabi Tel Aviv: 2017-2018
- Coppa di Israele: 4

Maccabi Tel Aviv: 2012-2013, 2015-2016, 2016-2017
Hapoel Gerusalemme: 2023
- Coppa di Lega israeliana: 4

Maccabi Tel Aviv: 2012, 2015, 2017
Maccabi Rishon LeZion: 2018